# Pohronský Bukovec
Pohronský Bukovec es un municipio del distrito de Banská Bystrica en la región de Banská Bystrica, Eslovaquia, con una población estimada a final del año 2024 de 123 habitantes.
Se encuentra ubicado en la zona centro-norte de la región, cerca del río Hron —un afluente izquierdo del Danubio— y de la frontera con la región de Žilina.

## Demografía
| Año        | 1994 | 2004  | 2014  | 2024     |
| ---------- | ---- | ----- | ----- | -------- |
| Población  | 100  | 88    | 110   | 123      |
| Diferencia |      | −12 % | +25 % | +11,81 % |

| Año        | 2023 | 2024    |
| ---------- | ---- | ------- |
| Población  | 124  | 123     |
| Diferencia |      | −0,80 % |